# Distrito Noroeste
El distrito Noroeste es uno de los distritos de Botsuana. Fue instaurado en el 2001 al fusionarse entre sí los distritos de Chobe y Ngamilandia.

## Territorio y población
Este distrito tiene una población de unos 142.970 habitantes (cifras del censo del año 2001). Su extensión de territorio abarca una superficie de 129.930 km². La densidad poblacional es de 1,10 habitantes por kilómetro cuadrado.

### Localidades
Ngamiland Este
Bodibeng, Botlhatlogo, Chanoga, Habu, Kareng, Kgakge/Makakung, Komana, Mababe, Makalamabedi, Matlapana, Maun, Phuduhudu, Sehithwa, Semboyo, Sankuyo, Shorobe, Toteng, Tsao
Ngamiland Oeste
Beetsha, Etsha 6, Etsha 13, Gani, Gonutsuga, Gumare, Ikoga, Kauxwhi, Mohembo East, Mohembo West, Mokgacha, Ngarange, Nokaneng, Nxamasere, Nxaunxau, Qangwa, Sepopa, Seronga, Shakawe, Tobere, Tubu, Xakao, Xaxa, Xhauga
Delta
Daonara, Ditshiping, Jao, Katamaga, Morutsha, Xaxaba